# Municipio de Smiltene
El municipio de Smiltenes (en Letón: Smiltenes novads) es uno de los 36 municipios de Letonia, que abarca una pequeña porción del territorio de dicho país báltico. Fue creado durante el año 2009 después de una reorganización territorial. Su capital es la villa de Smiltene.

## Subdivisiones
- Bilskas pagasts (zona rural)
- Blomes pagasts (zona rural)
- Brantu pagasts (zona rural)
- Grundzāles pagasts (zona rural)
- Launkalnes pagasts (zona rural)
- Palsmanes pagasts (zona rural)
- Smiltene (villa)
- Smiltenes pagasts (zona rural)
- Variņu pagasts (zona rural)

## Población y territorio
Su población se encuentra compuesta por un total de 14.376 personas (2009). La superficie de este municipio abarca una extensión de territorio de unos 949,0 kilómetros cuadrados. La densidad poblacional es de 15,15 habitantes por cada kilómetro cuadrado.